# Meinhard de Goritz
Meinhard II, né vers l'an 1239 et mort vers le 30 octobre 1295 à Greifenburg, fut comte de Goritz et de Tyrol de 1258 à sa mort. En 1286, il est également nommé duc de Carinthie, ainsi que margrave de Carniole et de la marche windique. L'ancêtre de la lignée des comtes de Goritz-Tyrol, il était un des princes les plus significatifs au sud-est du Saint-Empire.

## Biographie
Il est le fils aîné du comte Meinhard de Goritz († 1258) et de son épouse Adélaïde († 1275), fille d'Albert IV de Tyrol. En l'absence d'héritiers masculins, son père régnait sur le comté de Tyrol après la mort d'Albert IV en 1253. Pendant tout son règne, il était un défenseur de la maison impériale des Hohenstaufen ; toutefois, il essaya en vain d'obtenir le duché de Carinthie contre les forces unies du duc Bernard et de son fils l'archevêque Philippe de Salzbourg. 
En 1252, après que le conflit armé se soit achevé par la défaite de leur père, le jeune Meinhard II et son frère cadet Albert († 1304) étaient détenus en otage au château de Hohenwerfen en Salzbourg. En 1259, Meinhard est libéré et recueille l'héritage du comté paternel. Le 6 octobre de la même année, il épouse Élisabeth de Wittelsbach (1227-1273), fille du duc Othon II de Bavière et veuve du roi Conrad IV de Hohenstaufen, qui a au moins dix ans de plus que lui. De ce fait, il devient le beau-père de Conradin, duc de Souabe et prétendant au royaume de Sicile, qui, après sa défaite à la bataille de Tagliacozzo, est exécuté sur ordre de Charles d'Anjou à Naples le 29 octobre 1268. 
Albert, le frère cadet de Meinhard, ne fut libéré qu'en 1261 et exige de rentrer dans ses droits de succession. Finalement, le 4 mars 1271 au château Tirolo, les deux ont conclu un accord d'indivision qui perpétuera la séparation de la lignée cadette d'Albert régnant à Gorizia en Frioul et dans le val Pusteria jusqu'à Lienz. En échange, Meinhard reçoit le comté de Tyrol, patrimoine de sa mère Adélaïde.
Dans les années à suivre, Meinhard II de Tyrol soutint Rodolphe Ier de Habsbourg, élu roi des Romains en 1273, dans le conflit avec le roi Ottokar II de Bohême qui a été finalement vaincu et tué à la bataille de Marchfeld en 1278. Comme récompense, Rodolphe lui a cédé le duché de Carinthie avec la marche de Carniole en 1286. Au rang d'un prince du Saint-Empire, Meinhard pouvait organiser les mariages de sa fille Élisabeth de Tyrol avec le fils aîné de Rodolphe, Albert Ier, duc d'Autriche et futur roi des Romains. Par ce mariage, le comté de Tyrol revint finalement aux territoires héréditaires des Habsbourg en 1363.
Meinhard était un dirigeant capable en mesure d'acquérir des territoires étendus dans les vallées de l'Inn et de l'Adige (Etsch). En tant que bailli (Vogt), il pouvait également asseoir son contrôle sur les principauté épiscopales de Trente et Bressanone. À la mort du roi Rodolphe Ier en 1291 cependant, il y a des tensions avec son successeur Adolphe de Nassau qui se sont prolongées jusqu'en 1293. À la mort de Meinhard, après le décès prématuré de son fils aîné Albert II, son patrimoine est gouverné conjointement par ses trois fils survivants : Othon, Louis  et Henri de Goritz, futur roi de Bohême. 
Meinhard fut inhumé à côté de son épouse dans le caveau de famille à l'abbaye de Stams, fondée en 1273 sous la protection de son épouse Élisabeth de Bavière.

## Union et postérité
Le 6 octobre 1259, Meinhard épousa Élisabeth (1227-1273), la fille du duc Othon II de Bavière. Le couple laisse les enfants suivants :
- Albert II de Goritz-Tyrol († 1292), épousa Agnès de Hohenberg, fille d'Albert II de Hohenberg et nièce de la reine consort Gertrude de Hohenberg, épouse de Rodolphe Ier de Habsbourg ;
- Élisabeth († 1313), épousa Albert Ier de Habsbourg, fils de Rodolphe Ier, roi des Romains de 1298 jusqu'à son assassinat en 1308 ;
- Othon († 1310), duc de Carinthie et comte de Tyrol, épousa Euphémie († 1347), fille de Henri V le Gros, duc de Silésie issu de la maison Piast, leur fille Élisabeth de Carinthie, épouse du roi Pierre II de Sicile, est l'ancêtre directe des rois de Sicile, d'Aragon et de Castille ;
- Louis († 1305), duc de Carinthie et comte de Tyrol ;
- Henri († 1335), duc de Carinthie et comte de Tyrol, roi de Bohême et roi titulaire de la Pologne de 1307 à 1310 ;
- Agnès († 1293), épousa le margrave Frédéric Ier de Misnie, issu de la maison de Wettin, un petit-fils de l'empereur Frédéric II.

## Source
- Anthony Stokvis, Manuel d'histoire, de généalogie et de chronologie de tous les États du globe, depuis les temps les plus reculés jusqu'à nos jours, préf. H. F. Wijnman, éditions Brill à Leyde 1889, réédition 1966, volume II, chapitre VI  C 1. , et tableau généalogique n° 11 « Généalogie des comtes de Goritz et de Tyrol ».